# Metschnikowia lochheadii
Metschnikowia lochheadii är en svampart som beskrevs av Lachance 2001. Metschnikowia lochheadii ingår i släktet Metschnikowia och familjen Metschnikowiaceae.   Inga underarter finns listade i Catalogue of Life.